# Cuernos de consagración

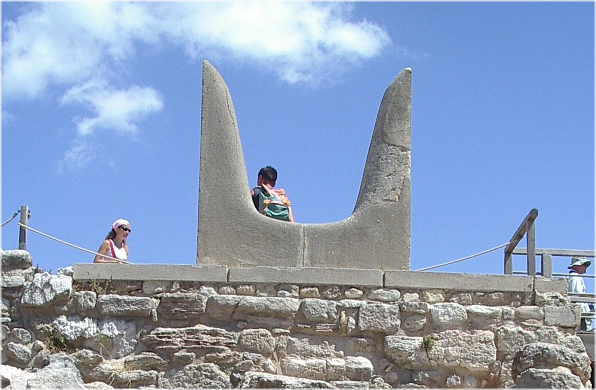
Cuernos de consagración reconstruidos en Cnosos

«Cuernos de consagración» es una expresión acuñada por Arthur Evans para referirse a un símbolo, muy frecuente en la cultura minoica de la antigua Creta, que supuestamente representa los cuernos de un toro sagrado. Arthur Evans llegó a la conclusión, tras encontrar numerosos ejemplos en contextos minoicos y micénicos, de que los «cuernos de consagración» eran un «artículo más o menos convencional del instrumental ritual derivado de los cuernos reales del toro sacrificado».
Otros autores, entre los que se encuentran William Brede Kristensen, Wilhelm Gaerte y Nanno Marinatos, en cambio, han relacionado este símbolo con un ideograma egipcio parecido y han sugerido que lo que representa este símbolo no son cuernos de toro, sino montañas.
Los cuernos de consagración de piedra de arenisca porosa tan fotografiados de los Propíleos Este de Cnosos (imagen, derecha) son una restauración, pero se colocaban cuernos de consagración de piedra o arcilla sobre el tejado de los edificios de la Creta neopalacial, o en tumbas o santuarios, probablemente como signos de santidad de la construcción.
El símbolo aparece también en sellos minoicos, a menudo acompañados de dobles hachas y bucráneos, que forman parte de la iconografía del sacrificio minoico de toros. Los cuernos de consagración se encuentran entre las imágenes de culto pintadas en los baúles minoicos llamados lárnax, a veces en solitario; puede haber flores entre los cuernos, o bien dobles hachas.